# پل دوسن
پل دوسن (به انگلیسی: Paul Deussen) هندشناس آلمانی که دربارهٔ اوپانیشادها تحقیقات جامعی کرده‌است.

## براهماناها
برهماناها: که جهت مراسم عبادی وضع شده و توصیف و توضیح مراسم قربانی مندرج در متون ودایی توسط برهمن‌ها یا روحانیون است.
براهماناها به دو دسته «آرانیاکا» و «اوپانیشاد» تقسیم می‌شوند.
۱. آرانیاکاها (Aranyakas) یعنی جنگل نامه، مشتمل بر مسائل مورد نیاز اهل ریاضت؛ که به‌طور یقین برای آن گوشه گیران و خلوت گزینانی منظور شده بود که به جنگلهای دور دست و به خلوت و سکوت جنگلهای (aranya) پناه می‌بردند.
و در آن خلوت گاه، متوجه به حقایق درونی می‌شدند و به مراقبهٔ احوال باطن می‌پرداختند.
«آرانیاکاها» در واقع حلقهٔ رابط بین «براهماناها» و «اوپانیشادها» هستند.
۲. اوپانیشادها (Upanishads) کلمه اوپانیشاد از سه جزء «اوپا = نزدیک» و «نی = پایین» و «سد = نشستن» مرکب است و در لغت سانسکریت یعنی نشستن شاگرد نزدیک و زیر دست استاد برای آموختن علوم سرّی.
و برای آنانی نوشته شده که از قیود عالم مادی رهایی می‌جسته و با کسب یک روش و آداب معنوی به تزکیه نفس می‌پرداخته و راه نجات و آزادی را برمی‌گزینند.
سرایندگان اوپانیشادها فرزانگان و نوشندگان احکام حق بودند که در دل جنگلهای بکر هند خلوت می‌گزیدند و به خویشتن کاوی می‌پرداختند و تجارب معنوی را که از مبدأ فیاض ایزدی به آنها الهام می‌شد و با علم حضوری و اشراق در درون آنها سریان می‌یافت.